# Emir Dautović
Emir Dautović, slovenski nogometaš, * 5. februar 1995, Trbovlje.
Dautović je profesionalni nogometaš, ki igra na položaju branilca. Od leta 2024 je član avstrijskega kluba Flavia Solva. Ped tem je igral za srbski OFK Beograd, ciprski Apollon Limassol, belgijski Royal Mouscron-Péruwelz, nizozemsko Fortuno Sittard, slovenska Ankaran Hrvatini in Radomlje ter avstrijska Kalsdorf in Tillmitsch. Skupno je v prvi slovenski ligi odigral pet tekem, v drugi slovenski ligi pa 13. Bil je tudi član slovenske reprezentance do 16, 17, 18 in 19 let.